# Patrick Avril
Pour les articles homonymes, voir Avril (homonymie).
Patrick Avril est un homme politique belge, membre du Parti socialiste, né à Liège le 15 octobre 1956.

## Biographie
Patrick Avril possède une agrégation de l'enseignement secondaire inférieur en français, histoire et morale laïque.
Il est professeur de français en congé politique.

## Carrière politique
Mandats politiques exercés antérieurement ou actuellement
- 1983-1988 : Conseiller communal de la commune de Saint-Nicolas
- 1989-1994 : Il fut échevin de Saint-Nicolas
- 01-01-1995 : Bourgmestre de Saint-Nicolas
- 1999-2009 : Député wallon et communautaire